# Maury (émission de télévision)

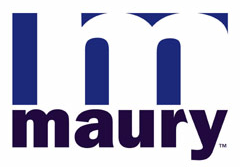
Logo de l'émission

Maury, anciennement connue sous le nom de The Maury Show, est une émission de télévision américaine, enregistrée à New York dans l'État de New York, et présentée par Maury Povich, dont le premier opus a été diffusé en septembre 1991.